# Phytocoris nigrifrons
Phytocoris nigrifrons är en insektsart som beskrevs av Van Duzee 1920. Phytocoris nigrifrons ingår i släktet Phytocoris och familjen ängsskinnbaggar. Inga underarter finns listade i Catalogue of Life.